# ولید بن عباس
ولید بن عباس (انگلیسی: Walid Ben Abbes؛ زادهٔ ۱۹ ژوئن ۱۹۸۰) بازیکن والیبال اهل تونس بود.